# Arthroleptis milletihorsini
Arthroleptis milletihorsini là một loài ếch thuộc họ Arthroleptidae.
Đây là loài đặc hữu của Mali.
Môi trường sống tự nhiên của chúng là xavan khô và xavan ẩm.